# Смотрова Буда
Смотрова Буда — село в Клинцовском районе Брянской области, административный центр Смотровобудского сельского поселения.

## География
Находится в западной части Брянской области на расстоянии приблизительно 7 км на восток-юго-восток по прямой от железнодорожного вокзала станции Клинцы.

## История
Упоминалось с начала XVIII века как владение Рагузинских, позднее — Бороздны и других владельцев. В 1889—1892 была построена деревянная Николаевская церковь (сгорела в 1989 году). До 1781 года входила в Новоместскую сотню Стародубского полка. В 1976 году к селу были присоединены деревня Плауновка и поселок Бусевека. В 1859 году здесь (территория Новозыбковского уезда Черниговской губернии) учтено было 111 дворов, в 1892—160.

## Население
Численность населения: 537 человека (1859), 890 человек (1892), 1027 человек (2002), 1026 человек (2010), 993 человека (2013).